# Mszaniec (Kłodawa)
Mszaniec – nieoficjalna nazwa osady wsi Kłodawa w Polsce, położona w województwie lubuskim, w powiecie gorzowskim, w gminie Kłodawa.
W latach 1975–1998 miejscowość administracyjnie należała do województwa gorzowskiego.